# Bonaventure Djonkep
Bonaventure Djonkep (Bafang, Camerún, 20 de agosto de 1961) es un exfutbolista y entrenador de fútbol de Camerún que jugaba en la posición de delantero.

## Carrera

### Club
| Periodo   | Club               |
| --------- | ------------------ |
| 1978-1981 | Unisport de Bafang |
| 1982-1995 | Union Douala       |

### Selección nacional
Jugó para Camerún en 52 ocasiones de 1981 a 1990 y anotó 10 goles; participó en la Copa Mundial de Fútbol de 1990 y en cinco ediciones de la Copa Africana de Naciones, además de haber jugado con la selección sub-20 en la copa Mundial de Fútbol Sub-20 de 1981 donde anotó dos goles ante Australia.

### Entrenador
| Periodo   | Club              |
| --------- | ----------------- |
| 2002-2003 | Cotonsport Garoua |
| 2011-2013 | Union Douala      |
| 2013-2015 | New Star FC       |

## Logros

### Jugador
- Primera División de Camerún (1): 1990
- Copa de Camerún (1): 1985
- Copa Africana de Naciones (2): 1984, 1988

### Entrenador
- Primera División de Camerún (2): 2003, 2012
- Copa de Camerún (1): 2003